# Baltic Open 2019
Baltic Open 2019 byl tenisový turnaj pořádaný jako součást ženského okruhu WTA Tour, který se odehrával na otevřených antukových dvorcích Národního tenisového centra. Konal se mezi 22.  až 28. červencem 2019 v lotyšském lázeňském městě Jūrmala jako premiérový ročník turnaje.
Po jednom odehraném ročníku antukového Moscow River Cupu přemístili moskevští držitelé pořadatelských práv turnaj do Jūrmaly a změnili název na Baltic Open. Poprvé v historii tak Lotyšsko získalo pořadatelství události WTA Tour.
Turnaj s rozpočtem 250 000 dolarů a prize money 226 750 dolarů patřil do kategorie WTA International. Nejvýše nasazenou hráčkou ve dvouhře se stala světová čtrnáctka Anastasija Sevastovová. Jako poslední přímá účastnice do dvouhry nastoupila 176. hráčka žebříčku Indka Ankita Rainová.
Čtvrtý singlový titul na okruhu WTA Tour vybojovala Lotyška Anastasija Sevastovová. Deblovou soutěž vyhrál  kanadsko-srbský pár Sharon Fichmanová a Nina Stojanovićová, jehož členky získaly premiérovou společnou trofej.

## Distribuce bodů a finančních odměn

### Distribuce bodů
| Soutěž  | vítězky | finalistky | semifinalistky | čtvrtfinalistky | 16 v kole | 32 v kole | Q  | Q2 | Q1 |   |
| ------- | ------- | ---------- | -------------- | --------------- | --------- | --------- | -- | -- | -- | - |
| dvouhra | 280     | 180        | 110            | 60              | 30        | 1         | 18 | 12 | 1  |   |
| čtyřhra | 280     | 180        | 110            | 60              | 1         | —         | —  | —  | —  | — |

### Finanční odměny
| Soutěž                                | vítězky  | finalistky | semifinalistky | čtvrtfinalistky | 16 v kole | 32 v kole | Q2    | Q1    |
| ------------------------------------- | -------- | ---------- | -------------- | --------------- | --------- | --------- | ----- | ----- |
| dvouhra                               | 34 677 € | 17 258 €   | 9 274 €        | 4 980 €         | 2 742 €   | 1 694 €   | 823 € | 484 € |
| čtyřhra                               | 9 919 €  | 5 161 €    | 2 770 €        | 1 468 €         | 774 €     | —         | —     | —     |
| částky ve čtyřhře jsou uváděny na pár |          |            |                |                 |           |           |       |       |

## Ženská dvouhra

### Nasazení
| Stát                             | Hráčka                  | WTA | Nasazení |
| -------------------------------- | ----------------------- | --- | -------- |
| Lotyšsko                         | Anastasija Sevastovová  | 11. | 1.       |
| Francie                          | Caroline Garciaová      | 22. | 2.       |
| Česko                            | Kateřina Siniaková      | 40. | 3.       |
| Bělorusko                        | Aljaksandra Sasnovičová | 42. | 4.       |
| Rusko                            | Margarita Gasparjanová  | 59  | 5        |
| Rusko                            | Anastasija Potapovová   | 69. | 6.       |
| Německo                          | Tatjana Mariová         | 70. | 7.       |
| Lotyšsko                         | Jeļena Ostapenková      | 79. | 8.       |
| Žebříček WTA k 15. červenci 2019 |                         |     |          |

### Jiné formy účasti
Následující hráčky obdržely divokou kartu do hlavní soutěže:
- Jana Fettová
- Diāna Marcinkēvičová
- Kamilla Rachimovová

Následující hráčka nastoupila do hlavní soutěže pod žebříčkovou ochranou:
- Patricia Maria Țigová

Následující hráčky si zajistily postup do hlavní soutěže v kvalifikaci:
- Başak Eraydınová
- Barbara Haasová
- Valentina Ivachněnková
- Katarzyna Kawaová
- Paula Ormaecheaová
- Nina Stojanovićová

### Odhlášení
před zahájením turnaje
- Vitalija Ďjačenková → nahradila ji  Chloé Paquetová
- Ivana Jorovićová → nahradila ji  Chan Sin-jün
- Kaia Kanepiová → nahradila ji  Anhelina Kalininová
- Darja Kasatkinová → nahradila ji  Varvara Flinková
- Veronika Kuděrmetovová → nahradila ji  Kristína Kučová
- Kateryna Kozlovová → nahradila ji  Patricia Maria Țigová
- Věra Lapková → nahradila ji  Jelena Rybakinová
- Julia Putincevová → nahradila ji  Ana Bogdanová
- Jevgenija Rodinová → nahradila ji  Kristýna Plíšková
- Alison Van Uytvancková → nahradila ji  Ysaline Bonaventureová

### Skrečování
- Margarita Gasparjanová (poranění levé kyčle)
- Kristína Kučová (poranění levé nohy)

## Ženská čtyřhra

### Nasazení
| Stát                                                                         | Hráčka              | Stát       | Hráčka               | WTA  | Nasazení |
| ---------------------------------------------------------------------------- | ------------------- | ---------- | -------------------- | ---- | -------- |
| Lotyšsko                                                                     | Jeļena Ostapenková  | Kazachstán | Galina Voskobojevová | 72.  | 1.       |
| Austrálie                                                                    | Monique Adamczaková | Čína       | Chan Sin-jün         | 117. | 2.       |
| Rumunsko                                                                     | Irina Baraová       | Slovinsko  | Dalila Jakupovićová  | 156. | 3.       |
| Gruzie                                                                       | Oxana Kalašnikovová | Japonsko   | Ena Šibaharaová      | 165. | 4.       |
| Žebříček WTA k 15. červenci 2019; číslo je součtem umístění obou členek páru |                     |            |                      |      |          |

### Jiné formy účasti
Následující páry obdržely divokou kartu do soutěže čtyřhry:
- Xenia Alešinová /  Kamilla Bartoneová
- Veronika Pepeljajevová /  Anastasija Tichonovová

## Přehled finále

### Ženská dvouhra
- Anastasija Sevastovová vs.  Katarzyna Kawaová, 3–6, 7–5, 6–4

### Ženská čtyřhra
- Sharon Fichmanová /  Nina Stojanovićová vs.  Jeļena Ostapenková /  Galina Voskobojevová, 2–6, 7–6(7–1), [10–6]